# Urša Matotek
Urša Matotek (* 31. Mai 2002 in Ptuj) ist eine slowenische Leichtathletin, die sich auf den Weitsprung spezialisiert hat.

## Sportliche Laufbahn
Erste internationale Erfahrungen sammelte Urša Matotek im Jahr 2023, als sie bei der 2. Liga der Team-Europameisterschaft im Rahmen der Europaspiele in Chorzów mit 6,01 m den zehnten Platz belegte. Anschließend schied sie bei den U23-Europameisterschaften in Espoo mit 6,23 m in der Qualifikationsrunde aus. Im Jahr darauf gewann sie bei den U23-Mittelmeer-Meisterschaften in Ismailia mit 6,21 m die Bronzemedaille hinter der Griechin Andriana Gkogka und Jana Koščak aus Kroatien. Kurz darauf belegte sie bei den Balkan-Meisterschaften in Izmir mit 6,35 m den vierten Platz. 2025 verpasste sie bei den World University Games in Bochum mit 6,90 m den Finaleinzug, ehe sie bei den Balkan-Meisterschaften in Volos mit 6,21 m auf den elften Platz gelangte. 
2023 wurde Matotek slowenische Meisterin im Weitsprung.